# Amatersko radiogionometriranje
Amaterska radiogoniometrija (Amateur Radio Direction Finding) ali prvotno Lov na lisico (Fox hunting) je radioamaterska tehnično - športna disciplina. Cilj tekmovalcev je s pomočjo posebnih sprejemnikov (RX) z usmerjeno anteno (radiogionometri) v čim krajšem času na tekmovalnem področju odkriti skrite oddajnike (TX).  Ta šport združuje tehniko, orientacijo in gibanje. 
Tekmuje se na dveh frekvenčnih območjih in sicer 3,5 MHz in 144 MHz.
Oddajnikov za iskati je 5 + cilj - FAR (svetilnik). Tekmovalci iščejo določeno število oddajnikov. To je odvisno od kategorije. Vsak oddajnik oddaja 1 minuto razen svetilnika, ki oddaja konstantno ves čas. Svetilnik je tudi najmočnejši oddajnik, ki bi se ga naj slišalo po celotnem območju tekmovanja. Postavljen je na cilju, ter tako vodi tekmovalca na cilj. Vsak oddajnik (TX) se identificira v morsejevi abecedi z nizom OM in številom kratkih piskov, ustrezno številki oddajnika. Tako oddajajo:
TX 1  -- --- . ( M O E )
TX 2  -- --- .. ( M O I )
TX 3  -- --- ... ( M O S )
TX 4  -- --- .... ( M O H )
TX 5  -- --- ..... ( M O 5 )
svetilnik -- --- ( M O )

Tekmovalec se sam odloča za vrstni red. Poleg sprejemnika je še zaželen kompas in pisalo, od organizatorja pa se dobi zemljevid in karton oz. sport ident čip. Odloča se tudi, kako hitro se bo gibal po terenu in katere poti bo izbiral. Lahko teče, lahko pa se tudi sprehaja. Temu primeren je tudi končni čas. Za vodenje/dokaz najdenih lisic se lahko uporablja karton z luknjalnikom ali štampiljko, oz sportIdent čip. S pomočjo čipa lahko tekmovalec na cilju dobi informacije o časih in vrstnem redu lisic. Tako se tudi lahko primerjajo tekmovalci, kdo je bil kje hitrejši ali počasnejši. 
Na zemljevidu sta označeni območji, kjer lisic ni. To sta štart (750m) in cilj (400 m). Lisice morajo biti oddaljene med sabo vsaj 400m. Minimalna (zračna) razdalja je določena s postavitvijo oddajnikov (TX) in katergorije. Dejanska razdalja pa je odvisna od odločitev tekmovalcev. Le ta je večja od minimalne. Tudi višinska razlika mora biti v določenih mejah. 
Tekme se odvijajo po celotni državi. Koledar se lahko najde na spodnji povezavi. 
Tekme se odvijajo tudi v sosednjih državah Avstriji, Hrvaški in Madžarski. 

Kategorije so:
M19 4 TX (pionirji in mladinci)
M21 5 TX (seniorji)
M40, M50 4 TX (veterani)
M60, M70 3 TX (Starejši veterani)
W19, W21, W35, W50, W60 4TX (ženske)

Slovensko ime za ARDF je ARG (Amatersko radio goniometriranje).